# Alexander Karel van Anhalt-Bernburg
Alexander Karel (Ballenstedt, 2 maart 1805 — Hoym, 19 augustus 1863) was van 1834 tot 1863 de laatste hertog van Anhalt-Bernburg. Hij was de zoon van hertog Alexius Frederik Christiaan en Frederika van Hessen-Kassel, dochter van Willem I van Hessen-Kassel.
Daar Alexander Karel aan een geestesziekte - waarschijnlijk schizofrenie - leed en zijn geestelijke en lichamelijk toestand verslechterde, zag zijn vader zich genoodzaakt de toekomstige regering van zijn zoon te koppelen aan de Geheime Raad. Hij volgde zijn vader in 1834 op en huwde op 30 oktober van dat jaar met Frederica van Sleeswijk-Holstein-Sonderburg-Glücksburg, die na 1855 op bekwame wijze de functie van mederegent vervulde. Onder zijn bewind werd de residentie verplaatst naar Ballenstedt.
Met Alexander Karels kinderloze dood na een langdurig ziekbed stierf op 9 augustus 1863 de linie Anhalt-Bernburg uit, waardoor deze aan Leopold IV Frederik van Anhalt-Dessau toekwam, die de staat samen met Anhalt-Dessau en Anhalt-Köthen verenigde tot Anhalt.